# 涙の誓い
「涙の誓い」（なみだのちかい）は、1978年3月5日に東芝EMIから発売されたアリスの12枚目のシングル。

## 解説
オリコンチャートで初のBEST10入りとなった前作「冬の稲妻」に続いて最高位4位を記録した。売上は40万枚を超える。
フェンダー・ストラトキャスターのハーフトーンによるリードギターは芳野藤丸。
B面の「何処へ」はシングルバージョンであり、アルバムバージョンと違ってドラムの音がない。
2020年10月28日にMEG-CDで再発された。

## 収録曲
全曲作詞：谷村新司

### SIDE 1
1. 涙の誓い（3分24秒）
  - 作曲：谷村新司　編曲：石川鷹彦

### SIDE 2
1. 何処へ（3分50秒）
  - 作曲：堀内孝雄　編曲：青木望